# Y2K (película)
Y2K es una película de comedia de terror y catástrofes estadounidense de 2024 dirigida por Kyle Mooney en su debut como director, escrita por Mooney y Evan Winter. Está protagonizada por Jaeden Martell, Rachel Zegler, Julian Dennison, Fred Durst y Alicia Silverstone. Sigue a un grupo de estudiantes de secundaria que intentan sobrevivir cuando el problema del año 2000 hace que toda la tecnología del mundo cobre vida y se vuelva contra la humanidad.
La película tuvo su estreno mundial en South by Southwest el 9 de marzo de 2024 y fue estrenada en cines por A24 en los Estados Unidos el 6 de diciembre de 2024. La película recibió críticas mixtas y recaudó 4.4 millones de dólares.

## Sinopsis
Representa el Problema del año 2000 cuando realmente sucede mientras dos amigos perdedores irrumpen en una fiesta de la escuela secundaria en 1999.

## Reparto
- Jaeden Martell como Eli
- Rachel Zegler como Laura
- Julian Dennison como Danny
- Daniel Zolghadri como CJ
- Lachlan Watson como Ash
- Eduardo Franco como Farkas
- Fred Durst como él mismo
- Kyle Mooney como Garrett
- Mason Gooding como Jonas
- The Kid Laroi como Soccer Chris
- Miles Robbins como Nugz
- Alicia Silverstone como Robin
- Tim Heidecker como Howard
- Jacob Moskovitz como Trevor
- Lauren Balone como Raleigh
- Ellie Ricker como Madison
- Kevin Mangold como Cool Blue

## Producción
En marzo de 2023 se anunció que Kyle Mooney dirigiría la película para A24. Jaeden Martell, Rachel Zegler, Julian Dennison, Lachlan Watson, Mason Gooding, The Kid Laroi, Eduardo Franco, Miles Robbins, Fred Hechinger, Alicia Silverstone, Tim Heidecker y Daniel Zolghadri se unieron al reparto. Además, Weta Workshop estaba programado para trabajar en los efectos de la película. En abril de 2023, Sebastian Chacon y Lauren Balone se unieron al elenco. El rodaje comenzó en abril de 2023 en Nueva Jersey.

## Estreno
Tuvo su estreno mundial en South by Southwest el 9 de marzo de 2024. Se estrenó el 6 de diciembre de 2024.